# Sebastião do Rego Barros
Sebastião do Rego Barros (Escada, 07 de junho de 1879 — Paris, 21 de outubro de 1946) foi um advogado e político brasileiro. Exerceu mandatos de deputado estadual e deputado federal, tendo sido o 72º presidente da Câmara dos Deputados. 
Formou-se bacharel em Direito pela Faculdade de Direito do Recife em 1905.
Entre seus mais ilustres ancestrais figuram Francisco do Rêgo Barros (Conde da Boa Vista) e Sebastião do Rêgo Barros, militar que ocupou a pasta da Guerra em dois gabinetes do Império.
Em 1936, como advogado nomeado pela Ordem dos Advogados do Brasil, apresentou ao Tribunal de Segurança Nacional a defesa do deputado João Mangabeira, preso sob a acusação de envolvimento com a Revolta Comunista de 1935.